# Nakhla
Nakhla (àrab: نخلة, Naẖla) fou el nom de dues valls en el camí de la Meca a Taizz. La del nord, anomenada Nakhla siriana, tenia un santuari amb un ídol que representava al-Uzza, venerat pels quraixites i els Banu Kinana. La del sud era anomenada Nakhla iemenita. Mahoma hi va estar dues vegades. El 624 fou l'escenari d'una de les primeres ràtzies musulmanes, durant la qual els musulmans, dirigits per Abd-Al·lah ibn Jahx, van atacar i capturar per primera vegada una caravana de la Meca.